# Pycnothele auronitens
Pycnothele auronitens is een spinnensoort in de taxonomische indeling van de bruine klapdeurspinnen (Nemesiidae).
Pycnothele auronitens werd in 1891 beschreven door Keyserling.